# Мачехин Кінець
Мачехин Кінець (рос. Мачехин Конец) — присілок в Калінінському районі Тверської області Російської Федерації.
Населення становить 0 осіб. Входить до складу муніципального утворення Славновське сільське поселення.

## Історія
Від 2005 року входить до складу муніципального утворення Славновське сільське поселення.

## Населення
| 1859 | 1886 | 2010 |
| ---- | ---- | ---- |
| 67   | ↗105 | ↘0   |